# Calle de Alarcón (Valladolid)
La calle de Alarcón es una vía urbana de la ciudad de Valladolid, España.

## Descripción
Aparece descrita en Las calles de Valladolid de Juan Agapito y Revilla de la siguiente manera:

Es la única que queda de las cuatro «callejuelas de la plaza», que, siguiendo, aunque modificados, los alrededores de la Plaza Mayor, existían entre la calle de la Lencería y el Corrillo. Regularizadas algún tanto, después del incendio de 1561, se trazaron tres callejas, normales al lado oriental de la plaza que iban a desembocar a la calle de la Lonja y portales de Especería. Otra calleja las cruzaba a las tres citadas perpendicularmente y va desde el extremo de la de la Lencería al Corrillo. Esta es la de Alarcón. Las tres primeras se llamaron primera, segunda y tercera callejuela, empezando a contar por Lencería, y la otra, cuarta, la de Alarcón. Así se denominaron primeramente; ya en el siglo XIX las titularon, a la primera «calle de Don Álvaro de Luna», a la segunda «calle de Figones», y a la tercera «calle de la Montera». La razón del título de la de Don Álvaro de Luna, fue por su proximidad al lugar donde fue ajusticiado el Condestable (cerca de la puerta del monasterio de San Francisco, en plena plaza); la de Figones, porque les había en la callejuela; la de la Montera, no encuentro justificación, a no ser que allí se vendieran «monteras», las gorras que tanto se usaron por las gentes del campo. Esas tres callejuelas han desaparecido con las edificaciones modernas levantadas. Constituyeron las «callejuelas de la plaza» un lugar de expansión para la venta de frutas forasteras, principalmente en el verano, y productos hortícolas, utilizándose, más generalmente, la de Alarcón por tener salida directa al Corrillo, donde estaban las hortalizas de la ciudad. Tienen para mí grandes recuerdos las «callejuelas», porque el accesorio de la casa donde viví de niño y aun adolescente, estaba en la calle de Don Álvaro de Luna. Pensando en el título de la subsistente, la de Alarcón, y suponiendo que el Alarcón fuera un apellido, como parece, es lógico creer que se refiera a una persona significada en Valladolid; y, en efecto, en Valladolid nació Don Francisco de Alarcón, en 1589, y fue obispo de Ciudad Rodrigo, Salamanca, Pamplona y Córdoba; otro Don Francisco Antonio de Alarcón residió en Valladolid siendo Presidente de la Chancillería en 1641, y ocupó altos cargos, como fiscal de la Chancillería de Granada, Presidente de Hacienda, Consejero de Castilla y de la Cámara, etc. Pero a ninguno de estos dos señores, pudiera referirse el título de la calle, y más quiero relacionarle con Don Julio de Alarcón, caballero de la Orden de Calatrava y Corregidor de Valladolid por 1661, y ello constaba, según Don Gumersindo Marcilla Sapela, en una inscripción que copió de cierta casa que existió en los portales de Cebadería, lugar tan próximo a la calle de Alarcón. Este es el fundamento que asigno al título de la calle, ensanchada ya, y con ello desaparecido todo recuerdo de las famosas «callejuelas de la plaza». El título de calle de Alarcón, así como el de las otras tres callejuelas, se acordó por el Ayuntamiento en sesión de 10 de Abril de 1863.